# マンハンター
マンハンターは、アニメ「ガンダムシリーズ」に登場する架空の組織。

## 概要
宇宙世紀における地球連邦政府の警察機構で、地球に滞在する不法居住者の摘発を主に行う。略称はハンター。作中ではU.C.0093頃から存在が確認されている。
ガンダムシリーズの内、富野由悠季監督の作品に登場する。登場作品は劇場アニメ『機動戦士ガンダム 逆襲のシャア』とその元となった小説作品（『ハイストリーマー』と『ベルトーチカ・チルドレン』）、小説『機動戦士ガンダム 閃光のハサウェイ』およびそれを原作とした劇場アニメ、小説『機動戦士Vガンダム』。また、同じく富野由悠季による小説『ガイア・ギア』とそれを原作としたラジオドラマには、マンハンターの後進的組織マハが登場する。

## 登場作品

### 『機動戦士ガンダム 逆襲のシャア』（宇宙世紀0093年）
作中での登場舞台はインド北部の街カーシーと仏教の四大聖地のひとつサールナート。
スペース・コロニーの時代、宇宙への強制移民が始まってから、地球連邦政府はいくつかの地域を「特別区」としている。歴史的に保存価値のある地区には旧来からの信仰上の慣習を維持できるよう人々を出入りさせることを認めていたため、特にインド大陸の場合は宗教上の問題も絡んで、全体が「聖地」として残されていた。そのために各空域のスペース・コロニーから巡礼に来る人々が後を絶たず、宗教流行りの風潮もあって多くの若い人たちも観光に訪れ、ヒッピーのような人々も横行する場所になっていた。地球連邦政府の特殊警察機構は、この地への人の出入りを監視するのが役目であったが、組織自体が怠惰になっていた彼らに広いインド大陸を完全に管理する気は毛頭なく、時折思い出したように違反者を摘発するだけだった。しかし、それを思い付きでやるために、ひとたび動くとその摘発は強引を極めた。人々はそれを「ハンティング（人狩り）」と呼んで揶揄した。
作中ではクェス・パラヤを捜索していたが、普段、ハンターが特定の人を探すことはなく、手当たり次第に拉致するのが彼らのやり方だった。一旦出動したとなれば、屈強な警官がうむを言わさずにその辺りにいる人を護送車に放り込み、予定した人数に達するとさっさと引き上げて行く。ハンターはまた、違反者を追う際に遊び半分に銃を使うので、いつもそれで数十人単位の犠牲者が出た。それに関しては、金を出してマンハントをやらせてもらう人々が存在するという嫌な噂があり、インドでは「ハンティング」というスラングまであった。逮捕された人々はそのまま宇宙に送り出された。この「人狩り」にかかると、地球に居住権がある者でさえスペース・コロニーに強制移民させられ、スペースノイドの場合は辺境の小型コロニーで強制労働に従事させられた。
特殊警察機構の警官たちは、ハンティングの際には全身黒ずくめの防護服（プロテクター）を身につけた。銃や警棒で武装し、顔には黒いバイザーとマスクを付け、革のようにみえる分厚い防護服を着た。一般の警察と同様にパトロールカーや装甲車、高速艇などを使用するが、それらもまた全て黒塗りである。

### 『機動戦士ガンダム 閃光のハサウェイ』（宇宙世紀0105年）
作中の登場舞台はフィリピンのダバオ、オーストラリアのアデレード。
地球上の不法滞在者を摘発するのがハンターの仕事。彼らに捕らえられると宇宙に強制送還され、二度目の逮捕で「遠島刑」として辺境のコロニーに送られる。何より逮捕後の宇宙に強制送還されるまでの間の彼らの対応が人々を恐れさせる。
ハンターはどんな気候であろうとも仕事をするときは黒ずくめの格好である。パトカーまで黒塗りで、銃や機関銃で武装していて軍隊気取り。それだけでも彼らが人を恫喝することを趣味にしている人間の集団であることがわかる。
保有戦力
- 陸戦用ジェガンA型 マン・ハンター仕様

### 『機動戦士Vガンダム」』（宇宙世紀0153年）
作中の登場舞台はヨーロッパのウーイッグ。
この時代、マンハンターはマハと呼ばれていた。マハとは地球連邦政府の特殊警察の略称で、地球の不法居住者の摘発をまるでハンターのように行っていた。登場人物たちは、イエロージャケットのマンハンティングを見て「昔のマハみたいに」と言っていたため、この時代では、少なくともウーイッグ近辺では、マンハンターは過去のような過激な摘発は行っていないようである。ウーイッグに駐屯するマハの警官たちも主人公のウッソ・エヴィンたちを不法居住者と知っていながら尋問ひとつしなかった。